# Alevism
Alevism är en religiös inriktning inom islam, främst representerad i Turkiet. Aleviterna utgör den största religiösa minoriteten i landet. Alevismen kan räknas till den shiamuslimska traditionen, även om den skiljer sig kraftigt från många andra inriktningar inom shia.

## Historia
Utövarna av alevismen har till största del sitt ursprung i Anatolien och till viss del även från Balkanhalvön. Alevismen har i stor utsträckning sin grund i mötet mellan olika turkiskspråkiga folk och islam från 1200-talet och framåt. När folken anammade islam som religion införlivades också folkliga religiösa element som ansågs kompatibla med islam. Den tidiga alevismen inspirerades av Safi al-Din (1253-1334) och hans mystiska inställning till islam.
Kopplingen till al-Din kom i förlängningen att leda till osmanskt förtryck mot aleviterna. Grunden till detta var att Safi al-Dins orden (tariqa) med tiden växte till ett mäktigt imperium i form av safaviderna i Persien. Safaviderna och det osmanska riket utgjorde direkta konkurrenter om makten i Mellanöstern, varför kopplingar till safaviderna sågs med misstänksamhet av de osmanska ledarna. Ett stort antal turkiska grupper i osmanska Anatolien föredrog den safavidiska politiken, samtidigt som osmanerna ville genomdriva en sunnitisk doktrin. Förtrycket mot aleviterna blev särskilt starkt under Selim I:s styre, då han först angrep alevitiska (av osmanerna kallade kizilbash) grupper innan han gick till anfall mot safaviderna.

## Kännetecken
Alevism anses allmänt vara en gren av islam och flertalet aleviter identifierar sig själva som muslimer.

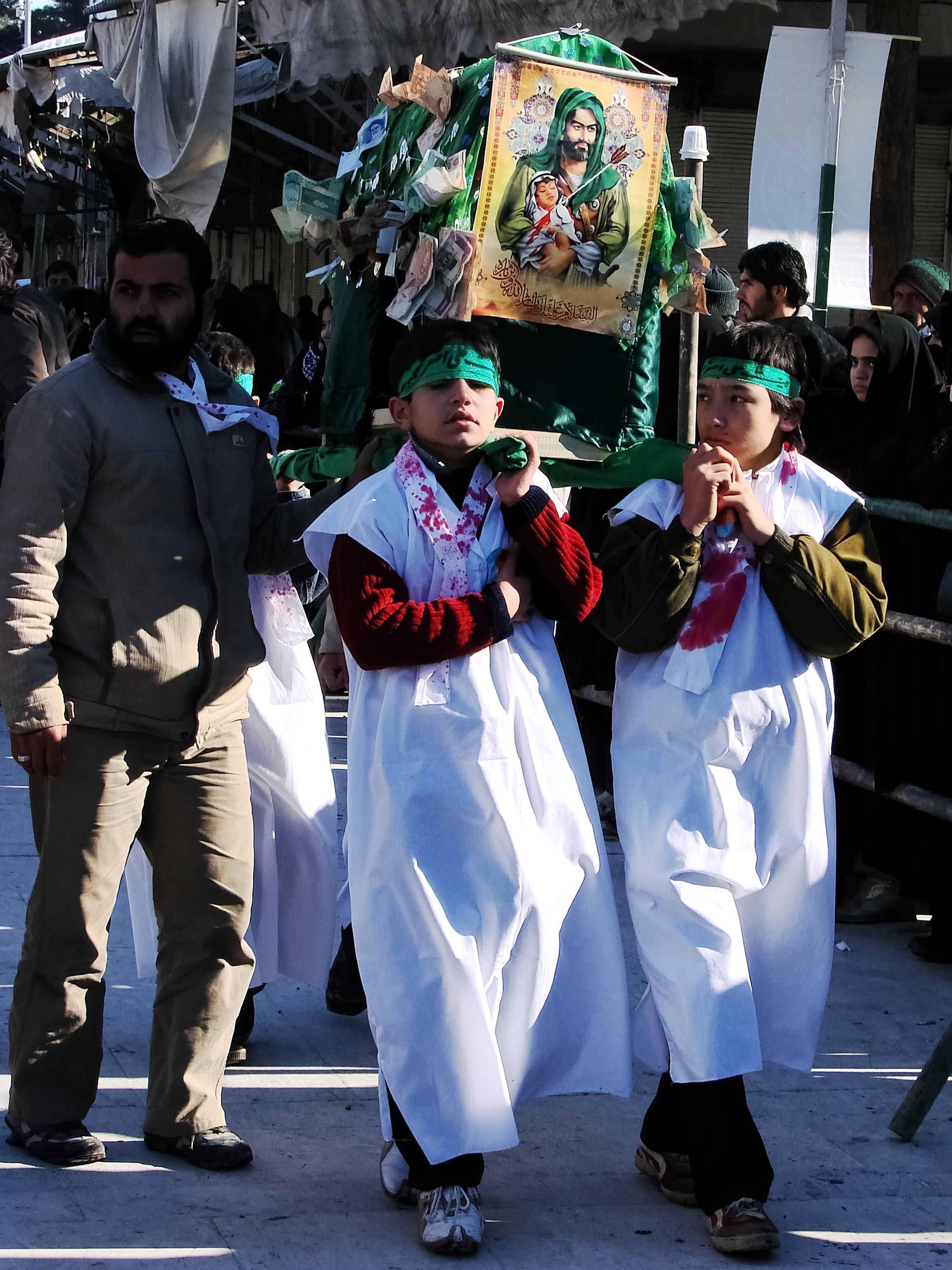
Sorgeprocession i Iran under månaden muharram. Aleviter fastar i tio dagar under muharram i stället för under ramadan som många andra muslimer.

Den alevitiska identiteten är särpräglad och religionen skiljer sig från andra former av islam på flera punkter.  Enligt alevismen delar utövarna en väg till sanning som inte är tillgänglig för icke-troende. I likhet med sufiska föreställningar menar man att Koranen har både ett öppet och ett dolt budskap. Den alevitiska traditionen rymmer olika nivåer av allt högre förståelse av det gudomliga. En av de första nivåerna är att följa sharia, det vill säga att följa Guds väg som den tolkas genom främst Koranen och haditerna. Nästa nivå är tarika (broderskap), och därefter kommer ma'rifa som är en andlig förståelse av Gud. Den sista nivån är hakkika, som är den direkta upplevelsen av den gudomliga verkligheten.
Till det yttre skiljer sig aleviter från sunnimuslimer bland annat genom att inte fasta under ramadan. I stället fastar man under muharrams tio dagar, högtiden till minne av imam Husayn ibn Alis martyrskap. Aleviter tillber huvudsakligen ett av Guds 99 namn inom islam: al-Haqq ("sanningen" eller "den sanne"). Inriktningen saknar moskéer och har ingen obligatorisk allmosa, men upprätthåller en stark princip om ömsesidigt bistånd människor emellan.  Det finns inte heller någon plikt att göra vallfärden till Mecka.
Bönen uppvisar också särskilda drag. Det finns till exempel ingen princip om att be fem gånger om dagen, aleviter prostrerar inte och män och kvinnor ber tillsammans. Man tvättar sig inte heller före bönen.
En viktig del i alevismen är de religiösa ceremonierna cem som leds av heliga män (dede), vilka ärver sitt yrke. Vid möten skanderas religiös poesi (nefes), turkiska/kurdiska alevitsånger sjungs och tillsammans dansar kvinnor och män rituella danser (semah).[källa behövs]
Ali och den safavidiske shahen Ismail I är deifierade – åtminstone uppfattas de som övermänskliga. Preislamiska turkiska och iranska religiösa särdrag har i hög grad bevarats bland aleviterna, men de har försvunnit inom islam. Det är exempelvis mycket vanligt att aleviter vallfärdar till heliga platser, såsom källor och vattenfall, bergstoppar och martyrgravar. Sharia ligger inte till grund för deras normer och värderingar; aleviterna har sina egna moralregler. Generellt anser de sig leva enligt religionens inre mening (batin), istället för att följa dess yttre krav (zahir). Alevism består av många olika gemenskaper med trosföreställningar och rituella handlingar som i ganska hög grad skiljer sig åt.[källa behövs]
Änglar förekommer i berättelser och är närvarande vid rituella danser.

### Minoritetsstrategi

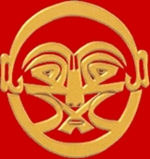
En äldre kalligrafi kopplat till alevismen

Taqqiyya (förställning) är en muslimsk praxis som tillämpats som minoritetsstrategi av aleviter. Taqqiyya innebär att  grupper tillåts att utåt byta etnisk eller religiös identitet för att undgå förtryck. Denna strategi har alltså utvecklats för att överleva som förtryckt religiös minoritet. Exempelvis har det påståtts att alevismen är en turkisk nationalreligion från Centralasien eller att alevismen i själva verket är en form av sekulär kemalism.

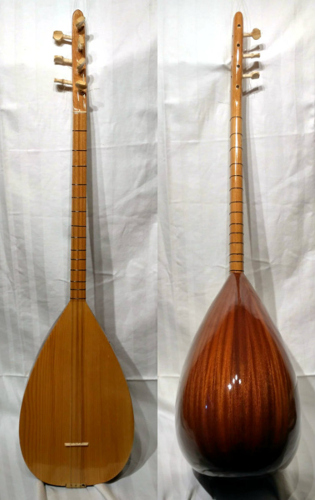
Instrumentet saz (baglama) är en viktig del i många alevitiska ceremonier.

I delar av Turkiet förnekade man även officiellt länge att det fanns aleviter. Man försökte islamisera hela landet, och i många alevitiska byar tvångsbyggde staten moskéer med förhoppningen att konvertera folket till islam. I och med att alevism förnekats och förhindrats att växa öppet som religion, menar vissa människor att det helt enkelt är en liten sekt inom islam. Detta är emellertid felaktigt. Det finns visserligen troligen över 20 miljoner aleviter i Turkiet i dag och vissa aleviter påstår att man är en betydande del av islam, medan andra menar att det är en helt egen religion.

### Musikens roll
Musiken, muntliga dikter samt sånger har en viktig roll inom alevismen. Det gitarrbesläktade stränginstrumentet saz är ett vanligt förekommande instrument och saz-spelandet har tillsammans med sånger och dikter bidragit till en historisk kontinuitet i både kulturella och religiösa aspekter av alevismen. Saz används i flera alevitiska ceremonier, däribland deyiş, nefes, och mersiye.

## Geografisk och språklig fördelning

### Inriktningar
Aleviter kan delas in i två närliggande men ändå separata grenar: kizilbash och bektashi. Kizilbash finns framför allt på landsbygden och medlemskap i gruppen ärvs från förälder till barn. Bektashi finns huvudsakligen i städer och är formellt en öppen gemenskap för alla muslimer som vill bli en del av inriktningen.  Två andra grupper är tahtacı och abdal. Inom Qizilbash-alevitismen betraktas du som alevit om du är född av en alevitisk mor eller far.

### Fördelning efter språk
Aleviter återfinns i fyra språkgrupper: azerbajdzjanska, arabiska, turkiska och kurdiska (kurmanji och zazaiska). 30 procent av alla aleviter är kurder, 65 procent är turkar och 5 procent är arabisktalande. Aleviternas kärnområde är Tunceliprovinsen (tidigare känd som Dersim) och 60 procent av talarna av det nordvästliga kurdiska litteraturspråket dimili (zazaiska) är aleviter.
Språkmässigt är de största grupperna av aleviter de som talar kurmanji och zazaiska. Ett dilemma för kurdiska aleviter har varit huruvida den religiösa eller etniska dimensionen ska framhävas. För vissa har det varit viktigare att visa religiös solidaritet med turkiska aleviter än en etnisk solidaritet med andra kurder. Särskilt mellan vissa sunnitiska kurder och kurder som följer alevismen har det stundtals varit starka motsättningar och det har funnits farhågor om att konflikten ska eskalera.

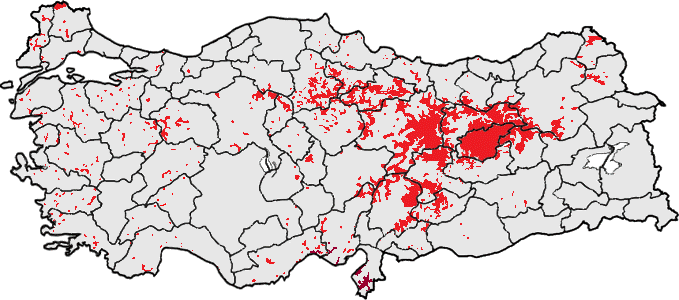
Fördelningen av aleviter i Turkiet

Språkligt särskiljs fyra grupper: i den östra Karsprovinsen talar aleviterna azerbajdzjansk turkiska och ligger trosmässigt nära den shiism som finns i dagens Iran (benämnd tolvshia). Ali och hans ättlingar anses vara ofelbara, de är upplysta av det gudomliga ljuset. Här utgör gnostiska, nyplatonska och zoroastriska motiv tydliga inslag. Den arabisktalande alevitgemenskapen i södra Turkiet (Hataya och Adana) kan ses som en förlängning av gruppen alawiter i Syrien (som benämns nuşairīs). Dessa bör historiskt sett inte kopplas samman med de turkiska/kurdiska aleviterna. Av de två dominerande alevitgrupperna är den ena kurdisktalande och den andra turkisktalande.

## Ställning i dagens Turkiet
När förbudet mot religiösa rörelser ändrades 1989 i Turkiet blev alevitiska samfund mer synliga. Ritualer utfördes offentligt och gudstjänstlokaler öppnades. Sedan början av 1990-talet har aleviterna försökt manifestera sig som en etnisk minoritetsgrupp. Över hela Turkiet har alevitiska rörelser uppstått, likaså i de europeiska immigrantsamhällena.
Numera bör man i Turkiet öppet kunna deklarera sig vara alevit.